# Банович, Ивица
Ивица Банович (хорв. Ivica Banović; род. 2 августа 1980, Загреб) — хорватский футболист, игравший на позиции полузащитника.

## Клубная карьера
Воспитанник клуба «Загреб», в академии которого начал обучаться с 6 лет, а летом 1997 года был включен в основную команду, в которой провел три сезона и принял участие в 62 матчах национального чемпионата.
Летом 2000 года за рекордные 3.7 миллионов немецких марок (около 1.9 евро) Банович перешел в немецкий «Вердер». 14 октября он дебютировал в Бундеслиге в домашней игре против «Байера 04» (3:3), заменив на Дитера Айльтса на 58-й минуте. В первом сезоне с «Вердером» Банович сыграл 17 игр в национальном чемпионате. В следующем сезоне, 9 сентября 2001 в игре с «Кайзерслаутерном» (1:2), он забил свой первый гол в Бундеслиге. Это был его единственный гол в том сезоне, который он снова закончил с 17 играми в национальном чемпионате. Третий сезон оказался еще менее удачным — 15 матчей в Бундеслиге и 1 забитый гол.
В сезоне 2003/04 годов Банович окончательно потерял место в первой команде, сыграв лишь в трех матчах Бундеслиги. Однако, он отличился еще одним голом за первую команду клуба, забив седьмой гол в игре против «Людвигсфельдера» (9:1) в первом раунде Кубка Германии. Последний матч за основную команду «Вердера» для Бановича состоялся в декабре 2003 года в Кубке Германии. После этого он оказался в составе резервного команде клуба «Вердер II», за которую весной 2004 года сыграл пять матчей Региональной лиги «Север», в которых забил 5 голов.
Летом 2004 года Банович перешел в «Нюрнберг», где пробыл следующие три сезона. Последний матч за клуб провел 26 мая 2007 года, выйдя на замену на 115 минуте в финале Кубка Германии против «Штутгарта» и помог команде сохранить победный счет (3:2) в последние шесть минут дополнительного времени и заполучить трофей.
Летом 2007 года Банович на правах свободного агента перешел в «Фрайбург», который играл во Второй Бундеслиге, и в 2009 году помог клубу занять первое место и вернуться в элитный дивизион. В сезоне 2009/10 Ивица сыграл 25 игр и забил 4 гола, но в следующем сезоне потерял место в основном составе, сыграв за полгода только два матча. В январе 2011 года был отдан в аренду в «Дуйсбург» из Второй Бундеслиги, где доиграл сезон.
С 2011 по 2014 года выступал за «Энерги». После того как клуб вылетел в третью лигу в конце сезона 2013/14, Банович на правах свободного агента покинул клуб и в июне подписал контракт до 2016 года с командой «Галлешер».
Летом 2016 Банович перешел во вторую команду «Фрайбурга», игравшую в Оберлиге Баден-Вюртемберг. В первом сезоне помог клубу занять первое место и выйти в Региональную лигу, где Ивица с командой провел еще два года. По окончании сезона 2018/19 Банович завершил игровую карьеру, но остался в структуре клуба, присоединившись к тренерскому штабу футбольной школы «Фрайбурга», где стал помощником тренера юношеской команды.

## Карьера за сборную
Со сборной Хорватии (до 18 лет) был участником юношеского чемпионат Европы в 1998 году на Кипре и помог хорватам одержать бронзовые медали. Этот результат позволил команде квалифицироваться на молодежный чемпионат мира 1999 года, который проходил в Нигерии. На турнире Банович сыграл во всех четырех матчах, а хорваты вылетели на стадии 1/8 финала.
С 1999 по 2001 года вызывался в состав молодежной сборной Хорватии, с которой был участником молодежного чемпионата Европы 2000 года в Словакии, где сборная не вышла из группы. Всего на молодежном уровне сыграл в 12 официальных матчах и забил 1 гол.
18 августа 2004 дебютировал за национальную сборную Хорватии в товарищеском матче против Израиля (1:0). В октябре того же года сыграл свой второй матч за сборную в рамках квалификации на чемпионат мира 2006 года, выйдя на замену на последние 14 минут с Болгарией (2:2) в Загребе. После этого он больше не был задействован за национальную сборную.

## Достижения

### «Вердер»
- Чемпион Германии: 2003/04
- Обладатель Кубка Германии: 2003/04

### «Нюрнберг»
- Обладатель Кубка Германии: 2006/07